# Marke
Marke és un antic municipi de Bèlgica a la província de Flandes Occidental regat pel Leie i del Markebeek. Va ser un municipi independent fins a l'1 de gener del 1977 quan va fusionar amb la ciutat de Kortrijk.
S'han trobat artefactes d'un assentament de l'època gal·loromana, amb un camp funerari, una bòbila i tresor enterrat. El primer esment escrit apud villam Marcam data del 1066 i es troba al cartulari del monestir de Sant Pere de Lilla. L'etimologia del nom no és clar, podria provenir del hidrònim markô dels aiguamolls de la vall del Markebeek, o de marca, terra de frontera.

## Llocs d'interés[2]
- Església neogòtica de Sant Brici de l'arquitecte Jean de Bethune (1821-1894)
- El molí Vanneste
- Castell Blommegem pels arquitectes Jules Carette i Joseph Viérin
- Unes masies antigues